# Pueyo de Santa Cruz
Pueyo de Santa Cruz es un municipio y localidad española de la provincia de Huesca, en la comunidad autónoma de Aragón. Tiene un área 9,43 km² con una población de 331 habitantes (INE 2020) y una densidad de 34,78 hab/km².

## Demografía
Pueyo de Santa Cruz cuenta con una población de 323 habitantes (INE 2024).
| Gráfica de evolución demográfica de Pueyo de Santa Cruz entre 1842 y 2021 |
| |
| Población de derecho según los censos de población del INE Población de hecho según los censos de población del INEEntre el censo de 1857 y el anterior, crece el término del municipio porque incorpora a Alfántega Entre el censo de 1940 y el anterior, disminuye el término del municipio porque independiza a Alfántega |

## Administración y política
| Período   | Alcalde                  | Partido |  |
| --------- | ------------------------ | ------- |  |
| 1979-1983 | Alfredo Mazas Puyal      | UCD     |  |
| 1983-1987 |                          |         |  |
| 1987-1991 |                          |         |  |
| 1991-1995 |                          |         |  |
| 1995-1999 |                          |         |  |
| 1999-2003 |                          |         |  |
| 2003-2007 |                          | PP      |  |
| 2007-2011 |                          | PP      |  |
| 2011-2015 | Alberto Navarro Fajarnés | PP      |  |
| 2015-2019 | Alberto Navarro Fajarnés | PP      |  |

| Partido político    | Partido político                                   | 2003   | 2007   | 2011   | 2015   |
| Partido político    | Partido político                                   | Ediles | Ediles | Ediles | Ediles |
|                     | Partido Popular de Aragón (PP)                     | 5      | 4      | 4      | 4      |
|                     | Partido de los Socialistas de Aragón (PSOE-Aragón) | 2      | 3      | 3      | 3      |
| Total de concejales | Total de concejales                                | 7      | 7      | 7      | 7      |